# Dadra
Dadra – miasto w zachodnich Indiach, w terytorium związkowym Dadra, Nagarhaweli, Daman i Diu. Według danych szacunkowych na rok 2011 liczyło 13 039 mieszkańców.